# Мяшкялявичюс, Йонас
Йо́нас Мяшкяля́вичюс (лит. Jonas Meškelevičius; 5 апреля 1950, деревня Пляшкучяй Клайпедского района — 5 января 2005) — советский и литовский скульптор.

## Биография
В 1971—1977 годах учился в Вильнюсском художественном институте. Дипломная работа «Поколения» („Kartos“; 1977) была создана для Вильнюсского университета. В 1975 году провёл первую персональную выставку. В 1979—1989 годах участвовал в различных выставках в Вильнюсе, Каунасе, Риге, Таллине, Москве. Член Союза художников Литвы с 1983 года.
Похоронен в Прекуле.

## Творчество

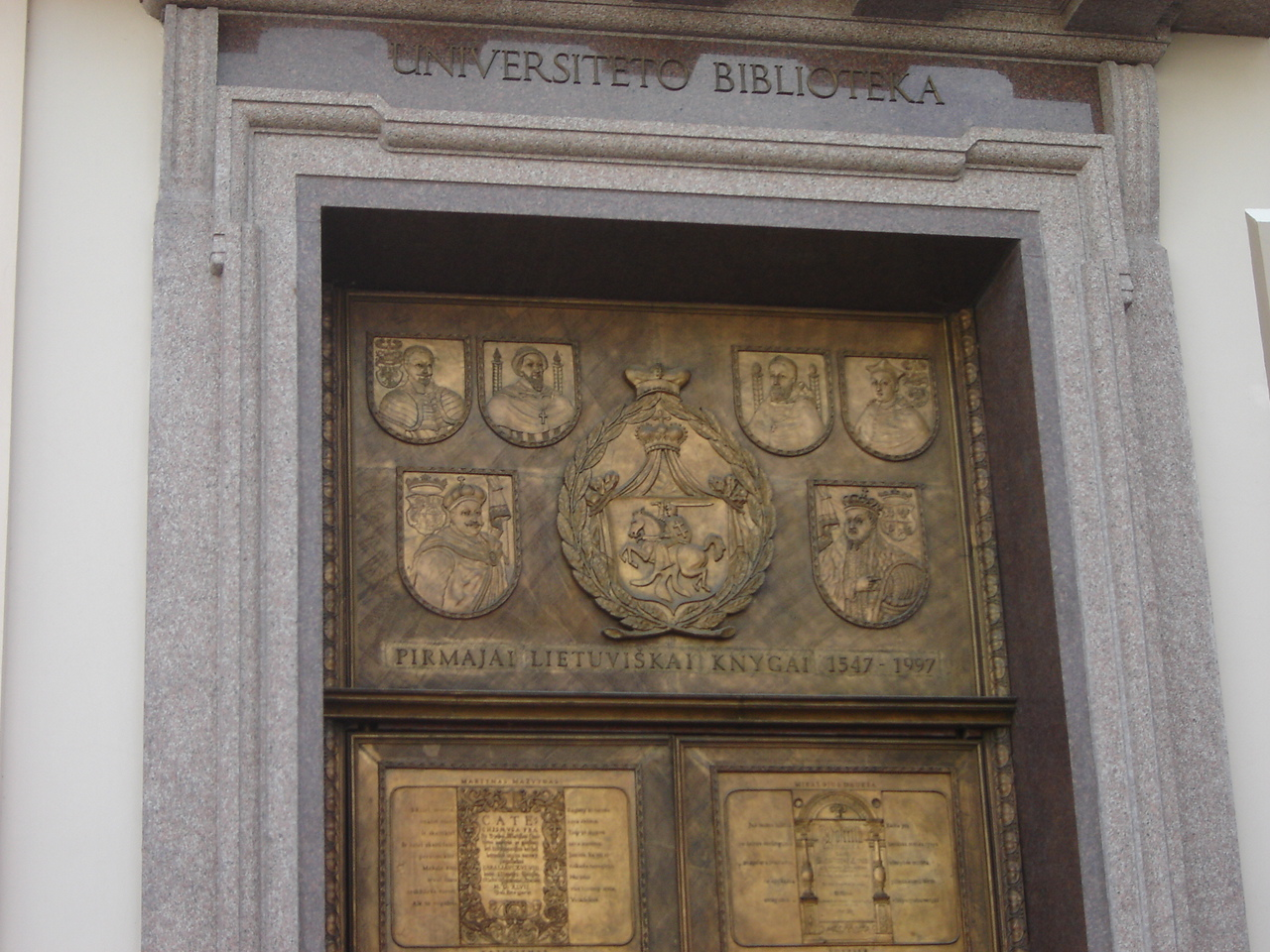
Двери-памятник библиотеки Вильнюсского университета. Деталь

В качестве материала для своих произведений использовал камень, дерево, металл. Автор скульптурных портретов (историка Симонаса Даукантаса, 1979; поэта Антанаса Баранаускаса, 1981; языковеда Йонаса Яблонскиса, 1987, и других деятелей литовской культуры), декоративных скульптур, произведений малой пластики, медалей.
Создал бюст одного из основоположников литовской словесности Константинаса Сирвидаса в костёле Аникщяй (медь, гранит; 1982), памятник режиссёру Юозасу Вайчкусу (1983) и писательнице Шатриёс Рагана (1985) в Мажейкяй, скульптуры «Ангел свободы» (1988) и «Патримпас» (красный гранит, бронза, 1989) в Алитусе, «Заря» (лит. „Aušrinė“; медь, гранит, бронза, 1986) в Радвилишкисе. К юбилею города Прекуле в 1986 году была установлена его композиция «Крещение» (белый бетон, бронза).
В 1989 году в бывшем лагере Решоты (Красноярский край) был установлен памятник погибшим в ссылке работы Мяшкялявичюса. Одна из самых значительных работ скульптора — барельефные двери библиотеки Вильнюсского университета (1996—2001).
Произведения скульптора хранятся в Литовском художественном музее, Национальном художественном музее имени М. К. Чюрлёниса, Клайпедской картинной галерее, Государственной Третьяковской галерее.